# 沢田源内
沢田 源内（さわだ げんない、元和5年（1619年） - 元禄元年（1688年））は、江戸時代前期の偽書・偽系図の製作者。幼名を喜太郎。近江国雄琴村（現・滋賀県大津市雄琴地区周辺）の人。佐々木氏の正統である六角氏嫡流を称し、六角中務氏郷や六角兵部氏郷と称したとされる。

## 生涯
源内の父・沢田喜右衛門は元百姓で、正保4年（1647年）、喜右衛門は武蔵忍藩主阿部忠秋の下司となり、沢田武兵衛と改名した。小林正甫の『重編応仁記』では堅田村の百姓・仁左衛門としている。沢田武兵衛は徴税を担当し、忍の県令となったとされる。母は和田勘兵衛娘。
源内の出生は父が忍に移る前とされる。源内の容貌が優れていたため青蓮院門跡尊純法親王に小姓として出仕し書や詩文を学ぶ。しかし盗みを働き故郷に帰ることになったという。その後は山伏となり尊覚と号したが、還俗して源内と名乗り、東福門院和子の家司天野長信や大納言飛鳥井雅章などに仕えたが長続きしなかったという。のち佐々木氏嫡流（六角氏）の佐々木正統「近江右衛門義綱」と称した。承応2年（1653年）に江戸に出て、水戸藩主徳川頼房に自らが作成した系図を献上して仕官を図った。しかし頼房から照会を受けた六角氏の正統佐々木義忠が激怒して源内を殺そうとしたため、仕官を断念し近江に逃亡し六角兵部氏郷と称した。このため武兵衛は源内と親子の縁を切ったといい、武兵衛の跡は源内の弟・権之丞が継いだ。
その後源内は京都に出て、後鳥羽天皇から代々「中務大輔」の官職を称する権利を賜っているとして「六角中務」と称して活動した。自らの仲間を佐々木氏の分流であるかのように装った。後に京都で官職を偽証したものを処刑する動きが強まった際、源内は中務の名を捨てて京都を逃亡した。貞享年間（1684年-1688年）頃には「六角兵部氏郷」と書かれた源内自筆の六角氏系図が作成され、大正年間まで伝わっている。元禄元年（1688年）頃に数え70歳で病死した。娘が一人おり、民間の医者の妻となったという。

## 源内による偽書
源内は近江で多くの偽系図や偽書を著作した。『江源武鑑』『江陽屋形年譜』『大系図』『倭論語』『足利治乱記』『異本関ケ原軍記』『金史別本』などである。寛文（1661年 - 1673年）頃には神戸能房が『伊勢記』において「氏郷云己称其子孫、偽作江源武鑑、剰今世三十巻之大系図（氏郷と称する自称子孫が、江源武鑑や大系図などの偽書を作成した）」としており、この頃には源内作の偽書は大きく広まっていた。
源内の著作で特に強調されているのが、六角氏の正統が六角義実・六角義秀・六角義郷、そしてその子六角氏郷（源内本人）と受け継がれたという史観であり、更に彼らが参議や中納言という高官に昇り、織田信長と協力して足利義昭を入京させたとしている。これは他の史書や史料などとの整合性が取れない為厳しく批判されている。伊勢貞丈、成島司直なども源内の著作を批判したが、これらは一般に浸透し、多くの系図類や史書、縁起等に影響を及ぼした。
六角氏嫡流を称する加賀藩士佐々木定賢は、宝永5年（1708年）の『佐々木氏偽宗辯』において、源内の生い立ちから偽書作成について説明し、厳しく批判した。また庶流建部賢明は「大系図評判遮中抄」で、源内は六角嫡流を偽って佐々木六角氏の系譜に誤解を広めたと非難している。

## 異説
在野の歴史家佐々木哲は、源内の称した六角氏嫡流の流れに真実が含まれているとし、沙沙貴神社所蔵の「佐々木系図」にみえる沢田郷重のこととして、佐々木系図にある郷重が万治3年（1660年）没であるため、元禄6年（1693年）没の六角氏郷とは没年が30年以上も異なっており別人とみなしている。そして源内の著作は正統な佐々木嫡流たる六角氏郷のことを述べたものだとする。
また源内の父・仁左衛門を阿部家重臣とみなし、沢田家は雄琴村の郷士で六角氏旧臣とする。弟は沙沙貴神社所蔵佐々木系図に従い重秀だとする。
佐々木哲は『重編応仁記』などの刊行は関係者全てが死亡した後のことであり、源内の経歴について十分な調査が行われたとは言いがたいと主張している。『大系図評判遮中抄』も後世のもので、旗本の佐々木高重の家系を嫡流とみなす立場の建部賢明が、異なる立場の沢田を攻撃したものとして信憑性に疑問があるとみなす。ただし、源内在世中の寛文年間に神戸能房が『伊勢記』において『江源武鑑』の著者を「六角兵部」を称した「沢田氏郷者、沢田夫兵衛之子也」としている。